# 迈尼勒
迈尼勒（法語：Maisnil，法語發音：[mɛnil]）是法国上法蘭西大區加来海峡省的一个市镇，属于阿拉斯区。

## 地理
迈尼勒（50°20'44"N, 2°21'53"E）面积5.14 平方千米，位于法国上法蘭西大區加来海峡省，该省份为法国北部沿海省份，西北濒北海，南至索姆省，东临北部省。
与迈尼勒接壤的市镇（或旧市镇、城区）包括：泰努瓦斯河畔圣米歇尔、比讷维尔、富夫兰里卡梅斯、欧特克洛克、埃兰勒塞克、讷维尔欧科尔内、罗埃勒库尔、泰尔纳。

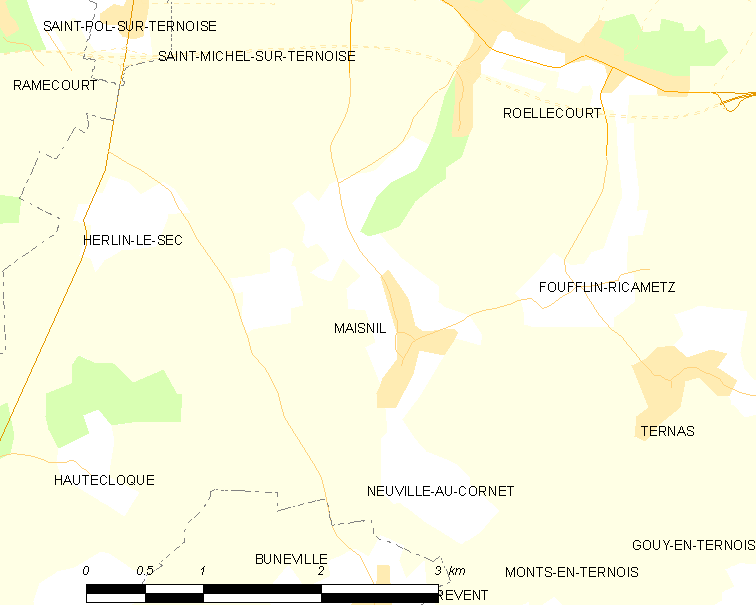
迈尼勒的OSM定位图

迈尼勒的时区为UTC+01:00、UTC+02:00（夏令时）。

## 行政
迈尼勒的邮政编码为62130，INSEE市镇编码为62539。

## 政治
迈尼勒所属的省级选区为泰努瓦斯河畔圣波勒县。

## 人口

1962-2008年间迈尼勒人口变化图示

迈尼勒于2022年1月1日时的人口数量为257人。